# 莫爾格街兇殺案
《莫爾格街兇殺案》（The Murders in the Rue Morgue）是艾德加·愛倫·坡创作的短篇小说，于1841年首次刊登在《格雷厄姆杂志》上。该作被公认为第一部现代侦探小说，而爱伦·坡本人则将其归入自己的“理性推理故事”系列。
C·奧古斯特·杜邦是巴黎的一位神秘案件破解者，成功侦破了两位女性遭遇的恶性命案。多名目击者虽声称听到疑似嫌疑人的声响，却对其使用语言种类各执一词。在凶案现场勘察过程中，杜宾提取到一根明显不属于人类毛发特征的生物组织。
作为文学史上首位侦探形象，爱伦·坡笔下的杜邦诸多标志性特征，这些特征成为如夏洛克·福尔摩斯与赫尔克里·波洛等后世侦探形象的文学模板。这一原型体系包含三大核心要素：非凡智慧的侦探主体、承担叙事功能的密友搭档、以及先陈述结论再回溯推理过程的叙事框架——这一模式通过《玛丽·罗杰奇案》与《失窃的信》中杜邦形象的延续得以完善，最终确立为侦探文学黄金法则。

## 故事簡介
在莫爾格街上發生了一件神祕而殘忍的兇殺案，死者是一對頗為富有的母女，兩人被兇手以離奇又兇殘的手法殺害，但屋內貴重的金幣卻沒有失去。更奇怪的是，很多見證人聽到除了受害者外有其他人於案發現場存在，但是沒有人知道他說甚麼語言，而且證人亦可以證明兇案發生後無人從兇案現場離開，使此案存在似乎无法解开的死结。
經過實地取證後，杜賓在兇殺現場發現一根不是人的毛髮，從而得知其實是一隻水手飼養的婆羅洲猩猩出逃行兇。

## 主题与分析

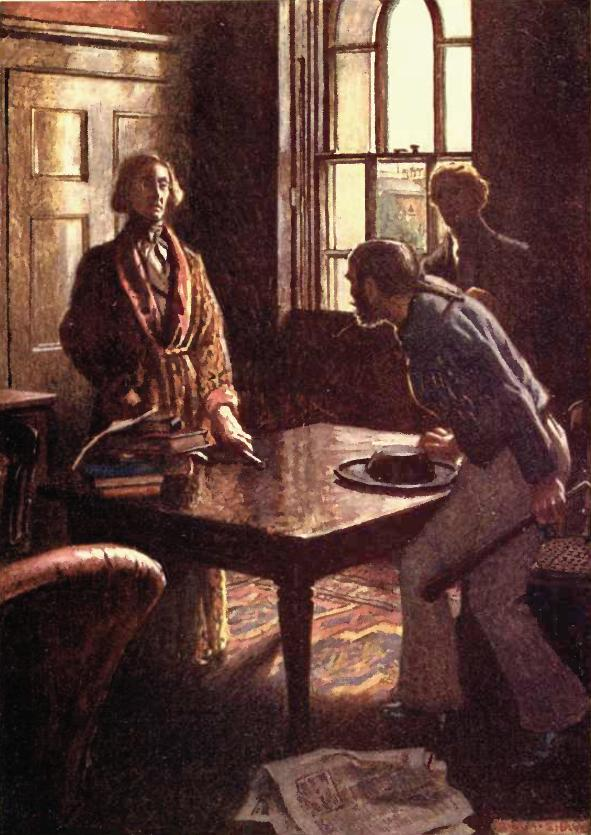
杜邦就谋杀案质问水手的一幕。拜厄姆·肖为1909年伦敦版绘制的插图，配文为“水手面红耳赤，猛然起身，紧握短棍”。

在致友人约瑟夫·斯诺德格拉斯（Joseph Snodgrass）的信中，爱伦·坡如此评价《莫爾格街兇殺案》：“其核心在于展现侦破命案的智谋运用”。杜邦并非职业侦探，他调查莫格街血案纯粹出于个人志趣，既怀着追寻真相的渴望，亦欲洗刷无辜者的冤屈。他对金钱毫不在意，甚至拒绝接受猩猩主人提供的酬金。当真正凶手（猩猩）被揭露时，罪责本身也随之消解——毕竟动物与其主人都无法被追责。爱伦·坡研究专家亚瑟·霍布森·奎因推测，若换作后世侦探小说，被捕的勒邦先生很可能会被塑造成看似有罪的干扰线索，但爱伦·坡刻意回避了这种手法。
爱伦·坡创作《莫爾格街兇殺案》时，正值因城市发展导致犯罪问题备受关注的时期。伦敦当时刚成立首个职业警察部队，美国城市也开始注重科学警务工作，报纸则持续报道凶杀案与刑事审判。《莫爾格街兇殺案》延续了爱伦·坡小说中多次出现的都市主题，尤其是《人群中的人》，其灵感可能源自爱伦·坡在费城的生活经历。
这个故事暗含脑力与体力对抗的隐喻。体力（以猩猩及其主人为象征）代表暴力：猩猩是凶手，而其主人承认自己曾用鞭子虐待这只动物，而侦探的智慧战胜了他们的暴力。该故事也包含了爱伦·坡常用的主题——美丽女性的死亡，他称此为“世上最富诗意的主题”。

### 杜邦的手法
爱伦·坡以牌手为例定义杜邦的推理方法——逻辑推演：“所获信息的多寡，与其说在于推理的有效性，不如说在于观察的质量”。随后，坡通过叙述实例说明杜邦如何知晓叙述者当时正想着演员尚蒂利（Chantilly）。杜邦最终将这一手法用于侦破此案，他的推理手法强调阅读以及书面文字的重要性。新闻报道引起了他的兴趣，他从法国动物学家乔治·居维叶的著作中获取猩猩相关知识。这种方法也让读者通过自行阅读线索参与破案。爱伦·坡同时突出口头语言的力量：当杜邦向水手询问凶杀案信息时，水手的反应如同濒死之人——“水手面红耳赤，仿佛正与窒息感搏斗……旋即跌坐回椅中，浑身剧颤，面容犹如死尸”。

## 文学意义与评价

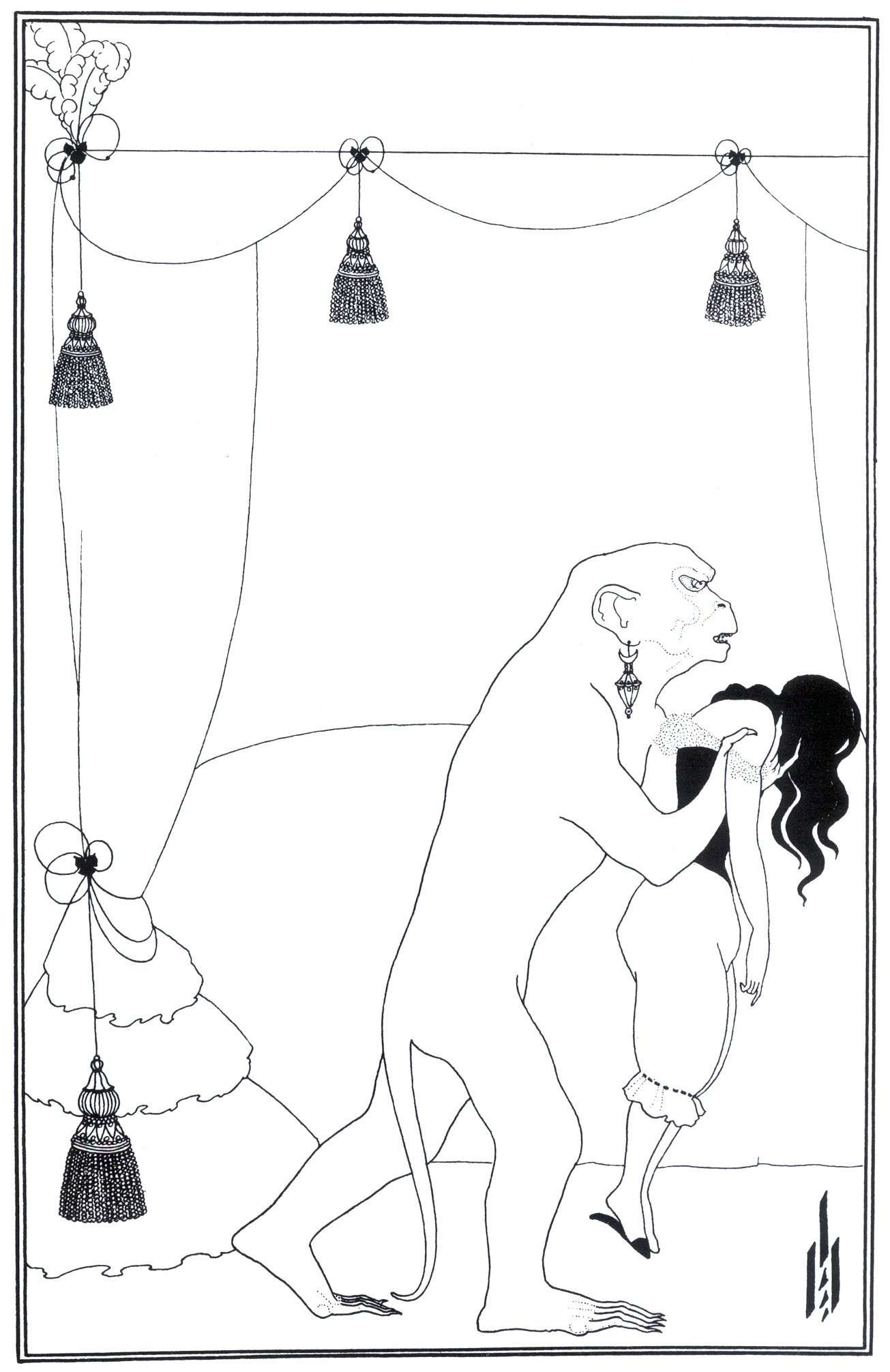
奥伯利·比亚兹莱为《莫尔格街凶杀案》所作的插图，1895年

爱伦·坡传记作者杰弗里·迈耶斯（Jeffrey Meyers）如此总结《莫尔格街凶杀案》的意义：它“改变了世界文学史”。这部常被视为首部侦探小说的作品，其主角杜宾成为后世众多虚构侦探的原型，包括阿瑟·柯南·道尔的夏洛克·福尔摩斯和阿加莎·克里斯蒂的赫尔克里·波洛。侦探小说区别于一般悬疑故事，更侧重于分析。爱伦·坡创侦探小说的贡献，也在美国侦探作家协会每年颁发的埃德加奖中得到了体现。
《莫尔格街凶杀案》还确立了许多后来成为推理小说常见元素的叙事模式：古怪却天才的侦探、笨拙无能的警方、由亲密友人担任的第一人称叙述者。爱伦·坡还以冷漠笔触刻画警察形象，以此反衬侦探的智慧。爱伦·坡首创了“侦探先公布真相，后回溯推理过程”的叙事模式。这也是侦探小说史上首例“密室谜案”。但不同于后世众多同类作品，爱伦·坡的这篇小说未给读者提供合理推导真相的机会——毕竟鲜有读者会将猩猩列入嫌疑人名单。
《莫尔格街凶杀案》问世时，其开创性的新颖特质及作者本人均获盛赞。《宾夕法尼亚问询报》（The Pennsylvania Inquirer）称“这部作品证明爱伦·坡先生是位天才……其创造力与技巧无与伦比”。然而，爱伦·坡在致菲利普·彭德尔顿·库克的信中刻意淡化了这一成就：

## 创作启发
爱伦·坡创作《莫尔格街凶杀案》时，“侦探”（detective）一词尚未出现，不过其他故事中也有类似的善于解决问题的人物。E·T·A·霍夫曼创作的《斯居戴里小姐》（1819年）中，主角斯居戴里小姐（堪称19世纪的马普尔小姐）通过推理为珠宝商谋杀案中警方认定的嫌疑人洗冤，这部作品有时也被视为侦探小说的开山之作。其他先驱包括伏尔泰的《查第格》（1748年），其主角展现了类似的分析能力，而这些情节元素又借鉴自意大利改编版《塞伦迪普的三个王子》，该故事源自阿米尔·库斯洛的《八重天堂》（Hasht-Bihisht）。
爱伦·坡也可能一直在扩展他自己早期的分析性着作，包括关于《梅尔策尔的棋手》的论文以及喜剧《一周三个星期天》（Three Sundays in a Week）。至于情节的反转，爱伦·坡很可能受到1839年7月费城共济会大厅展出猩猩时观众反应的启发。他或许通过与托马斯·怀亚特（Thomas Wyatt）合作获得了生物学相关的知识，并将“叙事与演化主题结合，尤其是居维叶的研究”，可能还受到蒙博多勋爵研究的启发，不过有观点认为坡的信息“文学性多于科学性”。
爱伦·坡笔下主角的名字可能源自1828年《伯顿绅士杂志》连载的系列故事《法国警察总监维多克秘事录》（Unpublished passages in the Life of Vidocq, the French Minister of Police）中名为“杜邦”（Dupin）的角色。坡很可能知晓这个讲述分析型人物破解谋杀案的故事，尽管两者情节几无相似，但两篇小说的谋杀受害者皆被割断脖颈至头颅几近离体。杜邦在文中直接提及维多克，却贬其为“擅于臆测之徒”。

## 出版历史

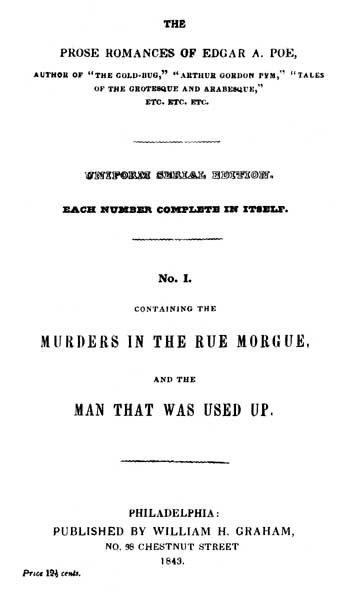
《埃德加·A·坡的散文体传奇故事》第一辑（The Prose Romances of Edgar A. Poe, No. I），威廉·H·格雷厄姆（William H. Graham）出版社，费城，1843年。

爱伦·坡在费城创作了这篇短篇小说，他在1838至1844年间曾于该城多处居住。
爱伦·坡最初将这篇小说命名为《特里亚农街凶杀案》（The Murders in the Rue Trianon-Bas），后为强化死亡意象而更名为《莫尔格街凶杀案》。该作首刊于1841年4月的《格雷厄姆杂志》，当时爱伦·坡正在此担任编辑，为此获得56美元稿酬（相当于2024年的$1,707），相比于1845年发表的《乌鸦》仅获9美元（相当于2024年的$304），这一稿酬金额远超常规。1843年，爱伦·坡计划出版一系列名为《埃德加·A·坡的散文体传奇故事》的小冊子，最终仅出版第一辑，反常地将《莫尔格街凶杀案》与讽刺小说《消耗殆盡的男人》合订在一起，售价12.5美分。此版本相较《格雷厄姆杂志》原版进行了52处修改，包括新增语句：“这位长官有点太狡猾了，不够深刻”（The Prefect is somewhat too cunning to be profound），以替代原版“太狡猾了，不够敏锐”（too cunning to be acute）。《莫尔格街凶杀案》还被收入威利与普特南出版社（Wiley & Putnam）的《爱伦·坡故事集》，坡本人未参与篇目遴选。
爱伦·坡为《莫尔格街凶杀案》创作的续作是《瑪麗·羅傑奇案》，该小说于1842年12月至1843年1月首次连载。尽管副标题标明"《莫尔格街凶杀案》续篇"，但《玛丽·罗杰奇案》除保留C·奥古斯特·杜邦这一角色与巴黎背景外，与原作几乎毫无共同点。杜邦后续在《失竊的信》中再度登场。爱伦·坡在1844年7月给詹姆斯·拉塞尔·洛威尔的信中称此作“或许是我推理小说中最出色的篇章”。
爱伦·坡《莫尔格街凶杀案》的原稿最初用于《格雷厄姆杂志》的首版印刷后被丢弃于废纸篓。办公室学徒J·M·约翰斯顿（J. M. Johnston）将其拾回并交予父亲保管。这份手稿被夹藏于一本乐谱中，历经三次房屋火灾幸存，最终由乔治·威廉·蔡尔兹购得。1891年，蔡尔兹将手稿重新装订并附上历史说明信函，捐赠给卓克索大學。蔡尔兹还曾于1875年捐款650美元（相当于2024年的$18,612）用于修建埃德加·爱伦·坡位于马里兰州巴尔的摩市的新墓碑。

### 譯本
爱伦·坡《莫尔格街凶杀案》是最早被译成法语的作品之一。1846年6月11日至13日期间，题为《司法史无前例的谋杀案》（Un meurtre sans exemple dans les Fastes de la Justice）的法译本在巴黎报纸《每日新闻》连载，署名为“G.B.”，未提及爱伦·坡。译本修改了诸多细节：原街名“莫尔格街”改为“西街”（rue de l'Ouest），侦探“杜邦”改名为“贝尔尼耶”（Bernier）。1846年10月12日，《商业报》（Le Commerce）刊出另一未署名的译本《血腥谜案》（Une Sanglante Enigme）。《商业报》的编辑之后被指控抄袭《每日新闻》的译文，该指控最终诉诸法庭，公众对此案的讨论使爱伦·坡的名字进入法国大众视野。
該小說有兩個簡體字譯本：张琼、张冲译《摩格街谋杀案》，與吴晓晖译《莫格街凶杀案》。正體字譯本《莫爾格街兇殺案》由沈筱雲、周樹芬譯出。

## 改编
爱伦·坡的《莫尔格街凶杀案》曾被多次改编为电影。默片时代至少有四部影片借鉴了该小说：1908年《夏洛克·福尔摩斯大谋杀案》中，脱逃的大猩猩袭击并杀害了家中的年轻女性；1914年标榜为三卷胶片“喜剧剧情片”的《幽灵大盗》（The Phantom Thief）涉及猴子偷窃珍珠项链；其他以类猿生物谋杀或定罪为主线的影片包括1913年《谁杀了奥尔加·卡鲁？》（Who Killed Olga Carew?）及1915年《猩猩疑云》（The Orang-Outang）。该小说于1914年推出正式改编电影，由保罗·克莱蒙斯（Paul Clemons）主演，后更名为《莫尔格街谜案》（The Mystery of the Rue Morgue）。
爱伦·坡的《莫尔格街凶杀案》电影改编史包括：导演罗伯特·弗洛利于1930年3月首次向环球影业提及该小说，当时《德古拉》正在上映、《科学怪人》处于前期制作阶段，因此正式筹备改编直到1931年才开始。该片由贝拉·卢戈西主演，为适配其戏份大幅修改了坡的原著情节；弗洛里称“必须强化并扩展坡的短篇小说”且“新增了大量角色”。据《环球恐怖片》（Universal Horrors）一书记载，《莫尔格街凶杀案》上映时遭到媒体“严苛”的批评。后续改编包括华纳兄弟1954年制作的彩色3D电影《莫尔格街魅影》。戈登·海斯勒1971年执导的《莫尔格街凶杀案》更接近《歌剧魅影》而非爱伦·坡的原著。赫斯勒表示“原作的核心谜底是‘猴子作案’，这种故事模式已不符合时代需求”。1986年电视版由让诺特·斯沃茨执导，乔治·C·斯科特饰演C·奧古斯特·杜邦。2023年网飞剧集《厄舍府的崩塌》将杜邦重塑为一名美国助理检察官，第三集标题《莫尔格街凶杀案》中，角色卡米耶·莱斯帕纳耶（Camille L'Espanaye）在绰号“莫尔格街”的医学实验机构内被黑猩猩杀害。这个故事也被大鱼游戏改编为“黑暗传说”系列的电子游戏，名为《黑暗传说：埃德加·爱伦·坡的莫尔格街谋杀案》（Dark Tales: Edgar Allan Poe's Murders in the Rue Morgue）。

## 脚注

### 引文
1. ↑  唐敬杲 (1923)，第755頁.
2. 1 2 3 4  Silverman (1991)，第171頁.
3. 1 2 3  Meyers (1992)，第123頁.
4. ↑  Quinn (1998)，第354頁.
5. ↑  Whalen (2001)，第86頁.
6. ↑  Cleman (1991)，第623頁.
7. ↑  Quinn (1998)，第312頁.
8. ↑  Silverman (1991)，第172頁.
9. ↑  Rosenheim (1997)，第75頁.
10. 1 2 3  Silverman (1991)，第173頁.
11. ↑  Hoffman (1972)，第110頁.
12. ↑  Poe (1927)，第79頁.
13. ↑  Harrowitz (1984)，第186–187頁.
14. ↑  Poe (1927)，第82–83頁.
15. ↑  Harrowitz (1984)，第187–192頁.
16. ↑  Thoms (2002)，第133–134頁.
17. ↑  Kennedy (1987)，第120頁.
18. ↑  Sova (2001)，第162–163頁.
19. ↑  Neimeyer (2002)，第206頁.
20. ↑  Van Leer (1993)，第65頁.
21. ↑  Cornelius (2002)，第33頁.
22. 1 2 3  Silverman (1991)，第174頁.
23. ↑  Rosenheim (1997)，第68頁.
24. ↑  Kennedy (1987)，第119頁.
25. ↑  李今 (2022)，第367頁.
26. ↑  Booker (2004)，第507頁.
27. ↑  曾凡一 (2021)，第41頁.
28. ↑  曾凡一 (2021)，第38頁.
29. ↑  Merton (2006)，第16頁.
30. ↑  陈广兴 (2023)，第35-36頁.
31. ↑  Pérez Arranz (2018)，第112–114頁.
32. ↑  Autrey (1977)，第193頁.
33. ↑  Autrey (1977)，第188頁.
34. ↑  Laverty (1951)，第221頁.
35. ↑  Cornelius (2002)，第31頁.
36. ↑  Ousby (1972)，第52頁.
37. ↑  Quinn (1998)，第311頁.
38. ↑  Oberholtzer (1906)，第286頁.
39. ↑  . www.theconstitutional.com. 2018-08-20  [2025-04-26]. （原始内容存档于2025-04-26） （英语）.
40. ↑  Asarch (1978)，第83頁.
41. ↑  Sova (2001)，第162頁.
42. ↑  Ostram (1987)，第39,40頁.
43. ↑  Ostram (1987)，第40頁.
44. ↑  Quinn (1998)，第399頁.
45. ↑  Quinn (1998)，第465–466頁.
46. ↑  Sova (2001)，第165頁.
47. ↑  Quinn (1998)，第430頁.
48. ↑  Boll (1943)，第302頁.
49. ↑  Miller (1974)，第46–47頁.
50. 1 2  Quinn (1998)，第517頁.
51. ↑  
. 由张琼、张冲翻译. 上海译文出版社. 2011-05-01. ISBN 9787532753703.
52. ↑  
(美)爱伦·坡等著. . 由吴晓晖翻译. 江苏文艺出版社. ISBN 9787539968872.
53. ↑  
. 由沈筱雲、周樹芬翻译. 笛藤. 2020-11-13. ISBN 9789577108005.
54. 1 2  Rhodes (2018)，第349頁.
55. ↑  Rhodes (1997)，第92頁.
56. ↑  Weaver, Brunas & Brunas (2007)，第47–48頁.
57. ↑  Taves (1987)，第138–139頁.
58. ↑  Weaver, Brunas & Brunas (2007)，第48頁.
59. 1 2 3  Weaver, Brunas & Brunas (2007)，第53頁.
60. ↑  . American Film Institute.   [2020-11-12]. （原始内容存档于2021-01-21）.
61. ↑  . American Film Institute.   [2020-11-12]. （原始内容存档于2020-11-18）.
62. ↑  Park, Chaeyeon. . CBR. 2023-11-26  [2025-04-26]. （原始内容存档于2025-04-26） （英语）.
63. ↑  McGovern, Merlina. . Adventure Gamers. 2010-07-14  [2024-08-25]. （原始内容存档于2025-04-26） （英语）.